# Dardus obscurus
Dardus obscurus är en insektsart som beskrevs av William Lucas Distant 1892. Dardus obscurus ingår i släktet Dardus och familjen Eurybrachidae. Inga underarter finns listade i Catalogue of Life.